# Strada statale 149 di Montecassino
La ex strada statale 149 di Montecassino (SS 149), ora strada regionale 149 di Montecassino (SR 149), è una strada regionale italiana che permette di raggiungere l'abbazia di Montecassino.

## Percorso
La strada ha inizio a Cassino, distaccandosi dalla ex strada statale 6 Via Casilina, ed inizia ben presto a salire la rocca che ospita il monastero benedettino.
Mediante una serie di tornanti colma il dislivello che divide la città dalla rocca, raggiungendo anche la rocca Janula prima di arrestarsi di fronte all'abbazia.

## Storia
La strada venne istituita nel 1952.
In seguito al decreto legislativo n. 112 del 1998, dal 1º febbraio 2002 la gestione è passata alla Regione Lazio, che poi devoluto le competenze alla Provincia di Frosinone; dal 5 marzo 2007 la società Astral ha acquisito la titolarità di concessionario del tratto laziale.